# Tehmina Sunny
Tehmina Sunny (née le 6 septembre 1980  à Londres) est une actrice britannique.

## Filmographie

### Cinéma
- 2005 : Love Struck : Saira
- 2006 : Les Fils de l'homme : Zara
- 2007 : Retribution : Paula
- 2011 : Elevator : Maureen
- 2012 : Argo : l'hôtesse de Swissair
- 2012 : Amazing Love : Gomer
- 2013 : Stargo : NRA
- 2014 : The Parting Shot : Kate
- 2014 : La Prophétie de l'anneau (The Lovers) : Sonubai
- 2015 : Les Dossiers secrets du Vatican (The Vatican Tapes) : la journaliste
- 2015 : Running Out of Time : Sam
- 2015 : A Perfect Weapon
- 2017 : Mad Genius : Angel
- 2018 : Jewels (court métrage) : Vivian
- 2019 : Running Out of Time : Sam

### Télévision
- 2007 : Casualty : Farmeeda Khan (2 épisodes)
- 2008 : Heroes : Bridget (1 épisode)
- 2008 : Californication : la barmaid (1 épisode)
- 2009 : Eleventh Hour : Lyla (1 épisode)
- 2009 : Missing : Layla Gudka (1 épisode)
- 2009-2013 : NCIS : Enquêtes spéciales : Leyla Shakarji (3 épisodes)
- 2010 : Undercovers : Dayita Nasir (1 épisode)
- 2010 : Actors Entertainment (1 épisode)
- 2011 : Writer's Block : Bina (3 épisodes)
- 2013 : Les Experts : Manhattan : Nailah Fayed (1 épisode)
- 2013 : Mistresses : Natalie Wade (3 épisodes)
- 2013 : Perception : Rina (1 épisode)
- 2014 : Battle Creek : Katrina White (1 épisode)
- 2014 : Following : Melissa Evans (1 épisode)
- 2014 : 24: Live Another Day : Farah Azizan (1 épisode)
- 2015 : CSI: Cyber : Tanya Shaffer (2 épisodes)
- 2015 : Extant (série télévisée) : Iris (2 épisodes)
- 2017 : Training Day (série télévisée) : Lina Farzan / Lina Nazarin (2 épisodes)
- 2018 : Running Out of Time (téléfilm) : Sam
- 2019 : Pandora (série télévisée) : Regan (5 épisodes)
- 2020 : Chicago Med (série télévisée) : Sabeena Virani

### Jeu vidéo
- 2015 : The Order: 1886 : Rani Lakshmibai (voix)